# جيزاو
جيزاو قرية ليبية تقع في شعبية مرزق وتبعد عن مدينة مرزق حوالي ثلاثون كم وهي تقع بين مؤتمر مرزق المدينة ومؤتمر فنقل. ويبلغ عدد سكانها حوالي 4500 نسمة.
بها عدة مواقع أثرية غير أنها مهملة نوعاً ما، وعدة قلاع مهدمة منها قلعة المروة وقلعة القصر.

## الأحياء
وقرية جيزاو تحوي الأحياء السكنية التالية:
الرملة - النقرو - حجارة - الهيشة - القروض - القرضابية - السطاش - الجبل وهو مستحدث بفضل القروض الممنوحة للشباب من قبل ثورة الفاتح - افريدغه - الوسيط - الخلاوى منطقه مهجوره

## المرافق
فقد انشئت بها مستوصف صحي وجمعيتين استهلاكيتين وجمعية زراعية وساحة رياضية ومشروع زراعي للنخيل والزيتون.
كما يوجد بها عدد ثلاثة مدارس { ابتدائية، اعدادية، ثانوية }

## القصور القديمة
وبها العديد من القصور القديمة وهي :-
- قصر بن ناصر ويقع شرق البلاد
- قصر مسعده ويقع في الشرق جنوب قصر بن ناصر
- قصر عسول ويقع جنوب المطقه
- القصر اللأحمر ويقع في الشرق
- القصر الأبيض ويقع في الشرق
- قلعة المروه وتقع في الغرب